# 버스터즈
버스터즈(Bursters)는 대한민국의 록 밴드이다. 엠넷의 《슈퍼스타K 6》에 버스터리드(Burstered)로 출연하였으며, 2017년에 이름을 바꾸었다.

## 음반 목록
- 2015: Independent (EP, Evermore Music)
- 2017: Live in Hope (정규, Evermore Music, 로엔엔터테인먼트)
- 2020: Once And For All (정규, Evermore Music, 카카오M)

## 수상
- 2013년 동두천 락 페스티발 대상